# Бюджетное право
Бюджетное право — основная подотрасль, структурный элемент финансового права, совокупность юридических норм, определяющих основы бюджетного устройства государства, составления, рассмотрения, исполнения и контроля за исполнением государственного бюджета и бюджетов субъектов, входящих в бюджетную систему государства.
Бюджетное право в РФ регулирует общественные отношения, складывающиеся в сфере финансовой деятельности публичных субъектов, связанные с бюджетом: это отношения по образованию бюджетных фондов, их распределению и использованию.
Отношения по образованию, распределению и использованию государственных внебюджетных фондов — Пенсионного фонда РФ, Фонда социального страхования, Федерального и территориальных фондов обязательного медицинского страхования — также охватываются бюджетным правом, поскольку являются частью бюджетной системы Российской Федерации.

## Предмет
Предмет бюджетного права составляют общественные отношения, возникающие в бюджетной сфере, а именно при:
- формировании доходов, расходов и источников финансирования дефицита бюджета;
- осуществлении бюджетного процесса, то есть при:
  - составлении проектов бюджетов
  - рассмотрении и утверждении законов о бюджетах
  - исполнении законов о бюджетах
  - составлении и утверждении отчета об исполнении бюджетов;
- проведении бюджетного контроля;
- применении мер бюджетного принуждения к нарушителям бюджетного законодательства.